# Krzyż (gromada w powiecie tarnowskim)
Krzyż – dawna gromada, czyli najmniejsza jednostka podziału terytorialnego Polskiej Rzeczypospolitej Ludowej w latach 1954–1972.
Gromady, z gromadzkimi radami narodowymi (GRN) jako organami władzy najniższego stopnia na wsi, funkcjonowały od reformy reorganizującej administrację wiejską przeprowadzonej jesienią 1954 do momentu ich zniesienia z dniem 1 stycznia 1973, tym samym wypierając organizację gminną w latach 1954–1972.
Gromadę Krzyż z siedzibą GRN w Krzyżu (obecnie w granicach Tarnowa) utworzono – jako jedną z 8759 gromad na obszarze Polski – w powiecie tarnowskim w woj. krakowskim, na mocy uchwały nr 30/IV/54 WRN w Krakowie z dnia 6 października 1954. W skład jednostki weszły obszary dotychczasowych gromad Krzyż i Pawęzów ze zniesionej gminy Lisia Góra w tymże powiecie. Dla gromady ustalono 27 członków gromadzkiej rady narodowej.
29 lutego 1956 z gromady Krzyż wyłączono przysiółek Zagórze ze wsi Pawęzów o powierzchni 25 ha, 25 a, 29 m², włączając go do gromady Lisia Góra.
1 stycznia 1958 z gromady Krzyż wyłączono wieś Pawęzów włączając ją do gromady Lisia Góra w tymże powiecie oprócz terenów o powierzchni 101 ha, 17 a, 11 m² stanowiących część przysiółka Kolonia Pawęzowska które włączono do gromady Łęg Tarnowski w tymże powiecie, po czym gromadę Krzyż wyłączono z powiatu tarnowskiego i zniesiono, włączając jej pozostały obszar (odpowiadający wsi Krzyż w jej granicach katastralnych) do Tarnowa (miasta na prawach powiatu)